# Windy Hills
Windy Hills – miasto w Stanach Zjednoczonych, w stanie Kentucky, w hrabstwie Jefferson.